# El estrangulador
El estrangulador es una novela de Manuel Vázquez Montalbán.
Se trata de una obra compleja en la que el protagonista —desde su reclusión en un manicomio penitenciario— recuerda su propia historia, repleta de pistas falsas o auténticas que hacen dudar al lector sobre la veracidad de todo lo contado.
Con el personaje del estrangulador Vázquez Montalbán dibuja el prototipo del hombre nuevo: insolidario, víctima y adalid del principio de que el hombre es un lobo para el hombre.
- Datos: Q5352423